# أوفه بيدرسن
أوفه بيدرسن (بالدنماركية: Ove Pedersen)‏ هو مدرب كرة قدم ولاعب كرة قدم دنماركي، ولد في 30 أغسطس 1954 في الدنمارك في مملكة الدنمارك. لعب مع نادي ميتييلاند.

## وصلات خارجية
- أوفه بيدرسن على موقع قاعدة بيانات كرة القدم.إي يو (الإنجليزية)